# Hieracium czamyjashense
Hieracium czamyjashense es una especie de planta con flor del género Hieracium, de la familia Asteraceae, orden Asterales.

## Distribución
Hieracium czamyjashense se distribuye por Altay, Buriatia, Chitá, Irkutsk, Krasnoyarsk y Tuvá.

## Taxonomía
Fue descrita científicamente por N. N. Tupitsyna. Fue publicada en Bot. Zhurn. (Moscow & Leningrad).